# Pergularia calesiana
Pergularia calesiana là một loài thực vật có hoa trong họ La bố ma. Loài này được (Wight) Buch.-Ham. ex Hook. f. mô tả khoa học đầu tiên năm 1883.